# Seznam členů prvního Knesetu

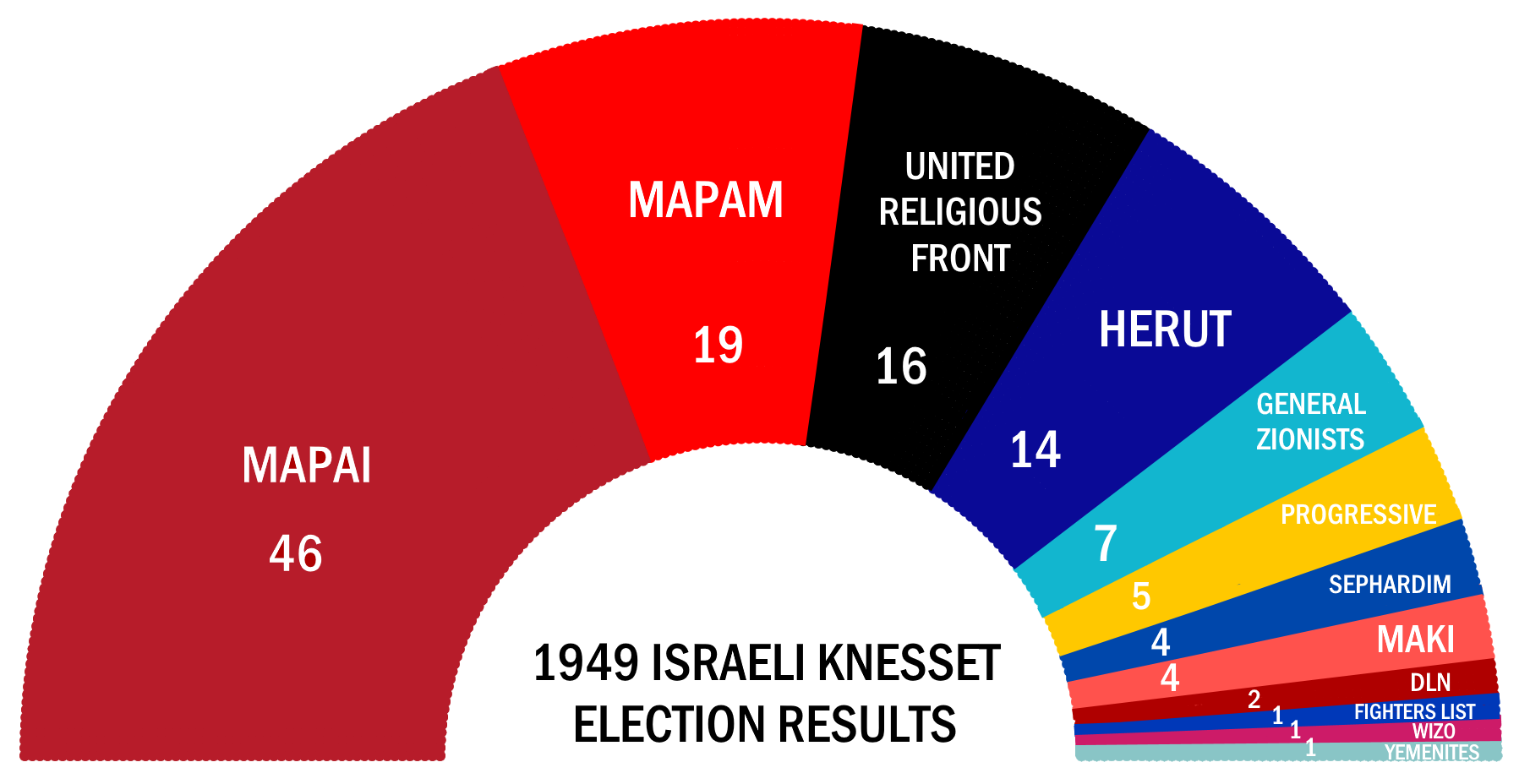
Diagram znázorňující počet mandátů, které získaly strany v Knesetu ve volbách v roce 1949, v pořadí zleva doprava od největšího počtu po nejmenší.

Tento článek je seznam členů 1. Knesetu, který byl zvolen ve volbách v roce 1949, konkrétně 25. ledna 1949. Jeho funkční období trvalo až do zvolení následujícího (druhého) Knesetu v roce 1951.
120 členů prvního Knesetu bylo rozděleno podle stranické příslušnosti následovně:
- 46 mandátů Mapaj
- 19 mandátů Mapam
- 16 mandátů Sjednocená náboženská fronta
- 14 mandátů Cherut
- 7 mandátů Všeobecní sionisté
- 5 mandátů Progresivní strana
- 4 mandáty Sefardové a orientální komunity
- 4 mandáty Maki
- 2 mandáty Demokratická kandidátka Nazaretu
- 1 mandát Kandidátka bojovníků
- 1 mandát Mezinárodní ženská sionistická organizace
- 1 mandát Jemenitské sdružení

## Seznam poslanců
- poslanecký klub Mapaj

Argov • Asaf • Aran • Ben Cvi • Bahir • Bar Rav Haj • Berec • Ben Ašer • Ben Gurion • Dajan • Dinur • Drori • Duvdevani • Efrati • Frumkin (pak Tversky) • Goren • Govrin • Guri • Hakarmeli • Hakohen • Harpaz • Herzfeld • Chuši (pak Osnija) • Idelson  • Jehuda • Josef • Kaplan • Kese • Lamm (pak Baš) • Lavi • Lavon • Livne • Majmon • Me'ir • Naftali • Necer • Remez (pak Kohen) • Simchonit (pak Berger) • Smilansky • Šaret • Šazar • Šeftel (pak Ješa'jahu) • Šeri • Šprincak • Taburi • Taviv (pak Kanav)
- poslanecký klub Mapam

Aram • Bader • Bar Nir  (pak Racon) • Bar Jehuda • Ben Aharon • Bentov • Cizling • Galili • Chazan  • Ilanit  • Ja'ari • Lamdan • Nir • Peri • Repetur  • Riftin • Rubin • Sne • Tabenkin (pak Livšic)  
- poslanecký klub Sjednocená náboženská fronta

Burg • Ganchovski • Goldrat • Grinberg • Kahana • Kelmer (pak Mazor) • Loewenstein • Levin • Majmon • Minc • Nurok • Pinkas • Šag • Šapira • Unna • Warhaftig
- poslanecký klub Cherut

Begin • Bader • Ben Eliezer • Greenberg • Žabotinsky (odešel mezi nezařazené) • Kac • Kohen-Meguri • Kook (odešel mezi nezařazené) • Landau • Lankin • Meridor • Merlin • Rakanti • Razi'el-Na'or
- poslanecký klub Všeobecní sionisté

Bernstein • Gil • Klivnov • Parsic • Rokach • Sapir • Serlin
- poslanecký klub Progresivní strana

Forder • Granot  • Harari • Kohen
- poslanecký klub Maki

Mikunis • Preminger (odešel do Komunistim ivrim, pak do Mapam) • Túbí • Vilner
- poslanecký klub Sefardové a orientální komunity

Ben Ami • Elijašar • Elmalich • Šitrit
- poslanecký klub Demokratická kandidátka Nazaretu

az-Zuabí • Džardžora
- poslanecký klub Kandidátka bojovníků

Jelin-Mor
- poslanecký klub Jemenitské sdružení

Gloska
- poslanecký klub Mezinárodní ženská sionistická organizace

Kohen-Kagan
poznámka:* abecední řazení, nikoliv podle pozice na kandidátní listině